# BK Barons
Maillots
Le Basketbola Kluba Barons (ou BK Barons/LMT) est un club letton de basket-ball issu de la ville de Riga. Le club appartient à la plus haute division du championnat letton. Ses bonnes performances lui assure également fréquemment une place en Ligue baltique

## Palmarès
Compétitions internationales 
- Vainqueur de l'Eurocoupe 2008

 Compétitions nationales 
- Champion de Lettonie 2008
- Vice Champion de Lettonie : 2005, 2006

## Entraîneurs successifs
- Depuis ? : Gundars Vētra
- 2010 :  Uvis Helmanis